# Love Me, Love My Dog (film 1909)
Love Me, Love My Dog è un cortometraggio muto del 1909. Il nome del regista non viene riportato nei credit del film.

## Trama
L'innamoratissimo Earl regala alla sua ragazza un barboncino. Peter, il cagnolino, diventa ben presto il beniamino della giovane che, per lui, trascura persino il fidanzato. Anche dopo le nozze le cose non cambiano: Earl, che non ne può più, cerca invano di disfarsi del piccolo rivale senza però riuscirci. Un amico gli consiglia di avvelenare il cagnolino e gli procura una fiala da versargli nel latte. Eseguito il piano, Earl invia un telegramma all'amico dove dichiara: "Ho appena avvelenato Peter. Vediamoci stasera al club". Il fattorino, invece di portare il telegramma a destinazione, lo porta alla polizia. Tre agenti si presentano a casa di Earl: sua moglie, al leggere il testo incriminato, si mette a ridere e mostra ai poliziotti chi sia in verità Peter. I tre se ne vanno e lei promette al marito di non comperare più un altro cane, ma di dedicare a lui tutto il suo amore.

## Produzione
Il film fu prodotto dalla Lubin Manufacturing Company.

## Distribuzione
Distribuito dalla Lubin Manufacturing Company, il film - un cortometraggio di 198 metri - uscì nelle sale cinematografiche USA il 22 febbraio 1909. Nelle proiezioni, veniva programmato con il sistema dello split reel, accorpato in un'unica bobina con un altro cortometraggio prodotto dalla Lubin, la commedia A Game of Chess.